# Alafia whytei
Alafia whytei är en oleanderväxtart som beskrevs av Otto Stapf. Alafia whytei ingår i släktet Alafia och familjen oleanderväxter. Inga underarter finns listade i Catalogue of Life.